# Humberto Manduley
Humberto Manduley López (Cuba, 1959) es un investigador, escritor y periodista autodidacta cubano.
Es autor de los libros de referencia sobre la historia del rock en Cuba: El rock en Cuba (Ediciones Atril, 2001), Hierba Mala: una historia del rock en Cuba (Ediciones La Luz, 2015) y Parche: enciclopedia del rock en Cuba (Casa Editora Abril, 2018).

## Biografía
Humberto Manduley ha sido un referente en la documentación y análisis de la escena underground en Cuba, especialmente en lo que respecta al impacto del rock y el metal en la juventud cubana durante las décadas de los 80 y 90. Su trabajo se ha centrado en cómo estos géneros, a pesar de las restricciones del gobierno, lograron mantenerse vivos y evolucionaron en el contexto de la cultura cubana.
Durante cuatro décadas ha desarrollado su oficio de investigador independiente en diversos géneros de la música cubana. Hizo radio durante 21 años, compuso la letra de más de 20 canciones de uno de los grupos pioneros del rock cubano, Venus, aquellos que a principios de los años 80 fueron precursores en eso de transmitir en propia lengua cubana su creación. Ni periodista, ni crítico, Opinante, como a él le gusta que le llamen, escribe para la revista “El Caimán Barbudo”.
Colaboró en la redacción de los diccionarios sobre Heavy Metal y Punk-Hardcore latinos publicados por la revista española Zona de Obras-SGAE. Autor de “El Rock en Cuba “ en 2002, en 2013 escribe “Hierba mala: Una historia del Rock en Cuba”, que junto con el recientemente editado “Parche: Enciclopedia del Rock en Cuba” «un libro, integrado por más de 750 síntesis biográficas de grupos y solistas, y casi 300 fotografías, muchas de ellas publicadas por primera vez, recoge a buena parte de quienes han hecho una historia poco conocida: la del rock hecho en Cuba desde 1956 y hasta el presente” que al decir del autor, «ambos textos conforman un díptico ideal para adentrarse en el nebuloso territorio de este género musical que en la mayor de las Antillas ha estado marcado por la incomprensión, la censura, el éxodo y la perseverancia”.
Manduley ha sido también un crítico del tratamiento que el Estado cubano dio al rock, que a menudo fue visto con desconfianza o como una amenaza ideológica, pero al mismo tiempo, su escritura resalta la resiliencia de los músicos y las comunidades que apoyaban estos géneros. Ha contribuido a desentrañar cómo el rock en Cuba no solo se convirtió en un refugio para los jóvenes, sino en un acto de resistencia cultural.